# Hamid Sourian
Hamid Sourian Reihanpour (persa: حمید سوریان ریحانپور, nacido el 24 de agosto de 1985 en Rey, Irán) es un luchador iraní. Él ha sido campeón del mundo en cinco ocasiones en la lucha greco-romana. Sourian sorprendentemente ganó el Campeonato del Mundo Junior y el Campeonato Senior de la Humanidad en 2005. Él es también en 2007 y 2008, medallista de oro de Asia. Sourian ganó la medalla de oro en los 55 kg en la competencia greco-romana de los Juegos Olímpicos de 2012.

## Olimpiadas de 2008
Sourian era uno de los favoritos para ganar la medalla de oro en los 55 kg en los Juegos Olímpicos de Pekín 2008, pero fue derrotado en los cuartos de final por el medallista de oro eventual Nazyr Mankiev de Rusia. Sourian fue derrotado en el partido por la medalla de bronce ante el surcoreano Park Eun-Chul, Sourian había vencido el parque en dos finales del campeonato del mundo diferentes antes de este partido por la medalla de bronce. En ambas de sus pérdidas, perdió en los criterios de desempate.

## Olimpiadas de 2012
El 5 de agosto de 2012, ganó la primera medalla de oro de su país en la lucha grecorromana, derrotando de Azerbaiyán Rovshan Bayramov en los 55 kg finales.